# Labirintus

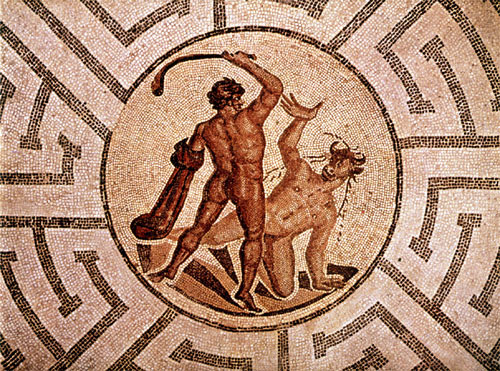
Ókori római mozaik – Thészeusz és a Minótaurosz harcát ábrázolja; Rhaetia, Svájc

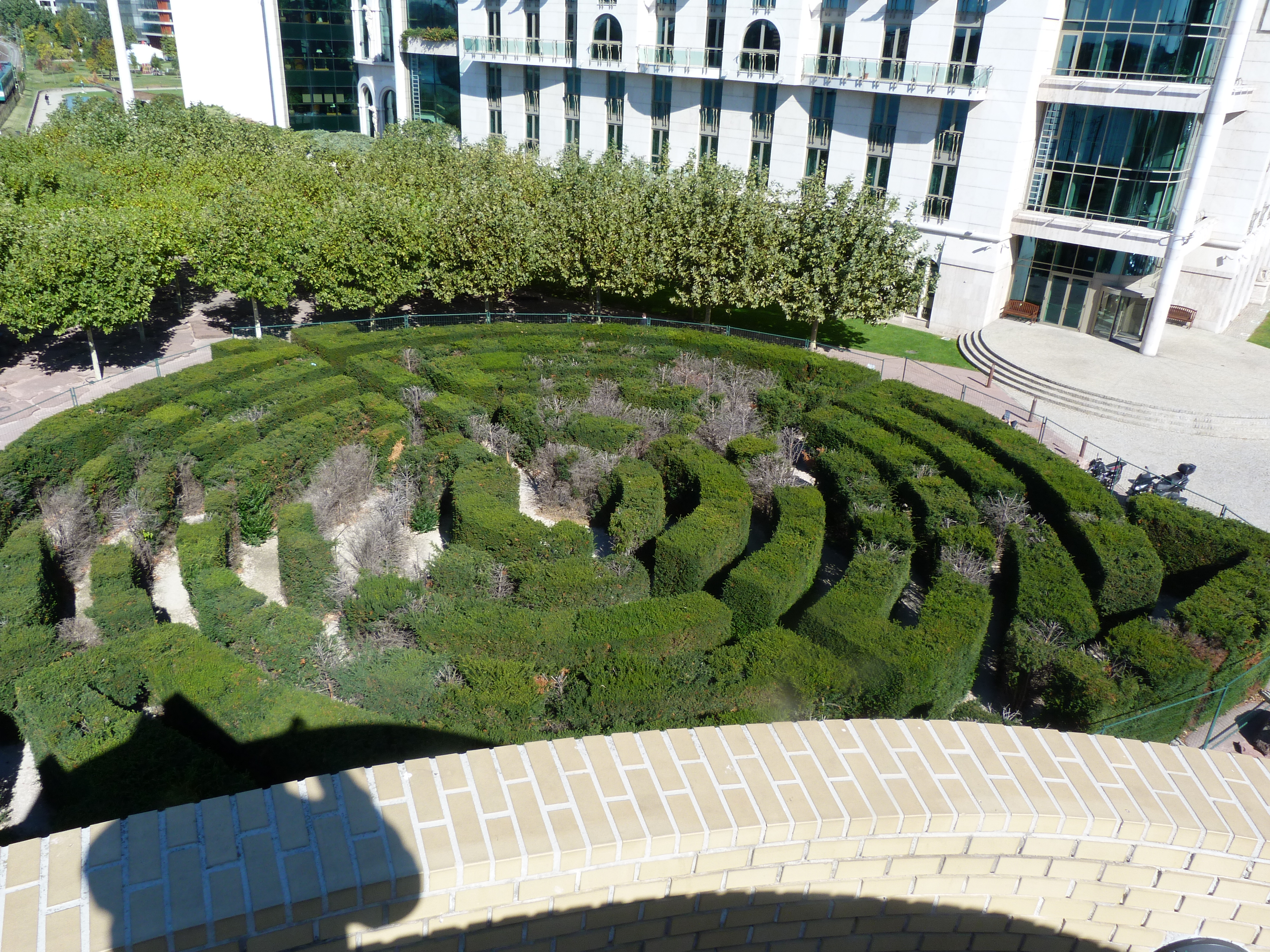
Labirintus sövényből a Nemzeti Színház zikkuratja mellett

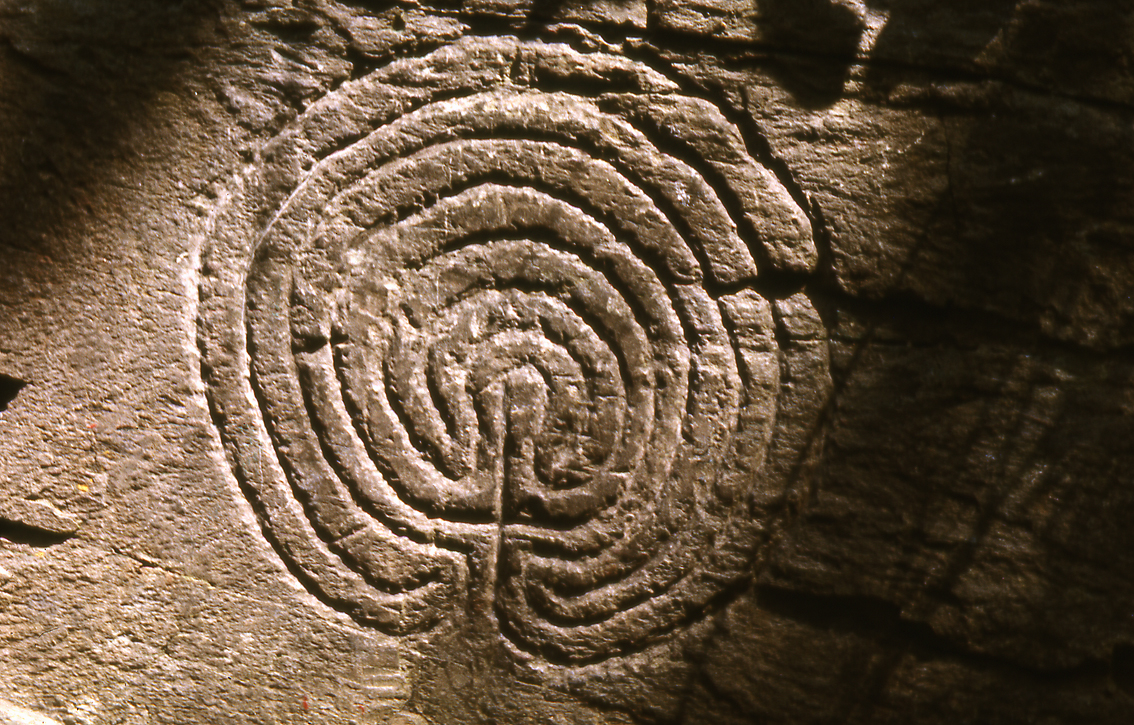
Hét körből álló klasszikus labirintus a Sziklás Hegységben, Tintagel közelében; Cornwall, Anglia

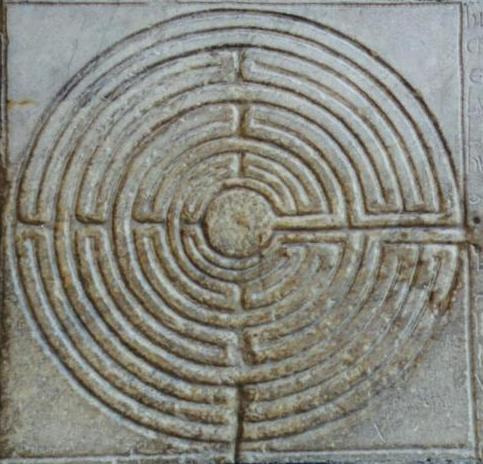
A luccai dóm faragott labirintusa, Olaszország

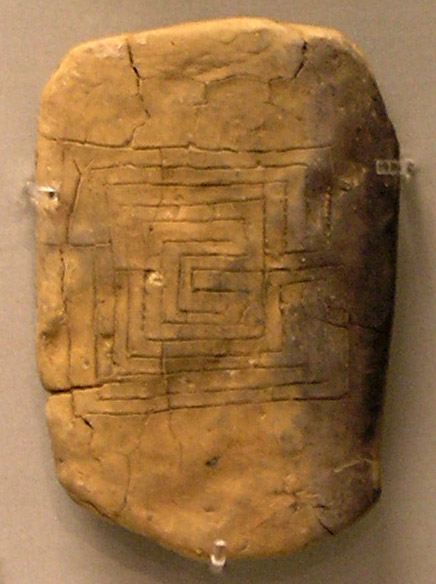
Az első labirintusábrázolások egyike Püloszból, agyagtábla

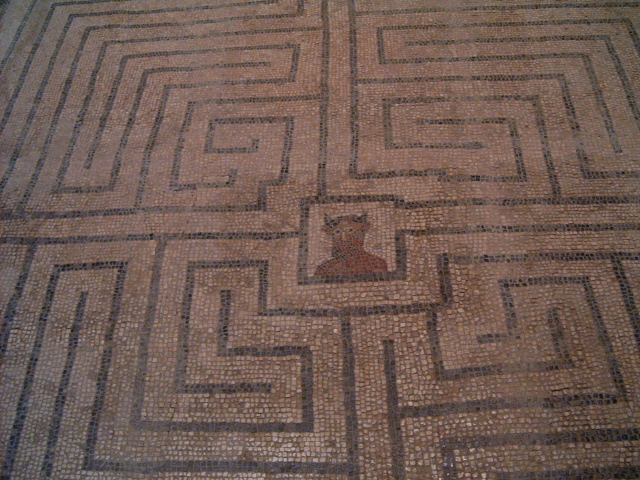
Minótaurosz a labirintusban, római mozaik, Conimbriga, Portugália

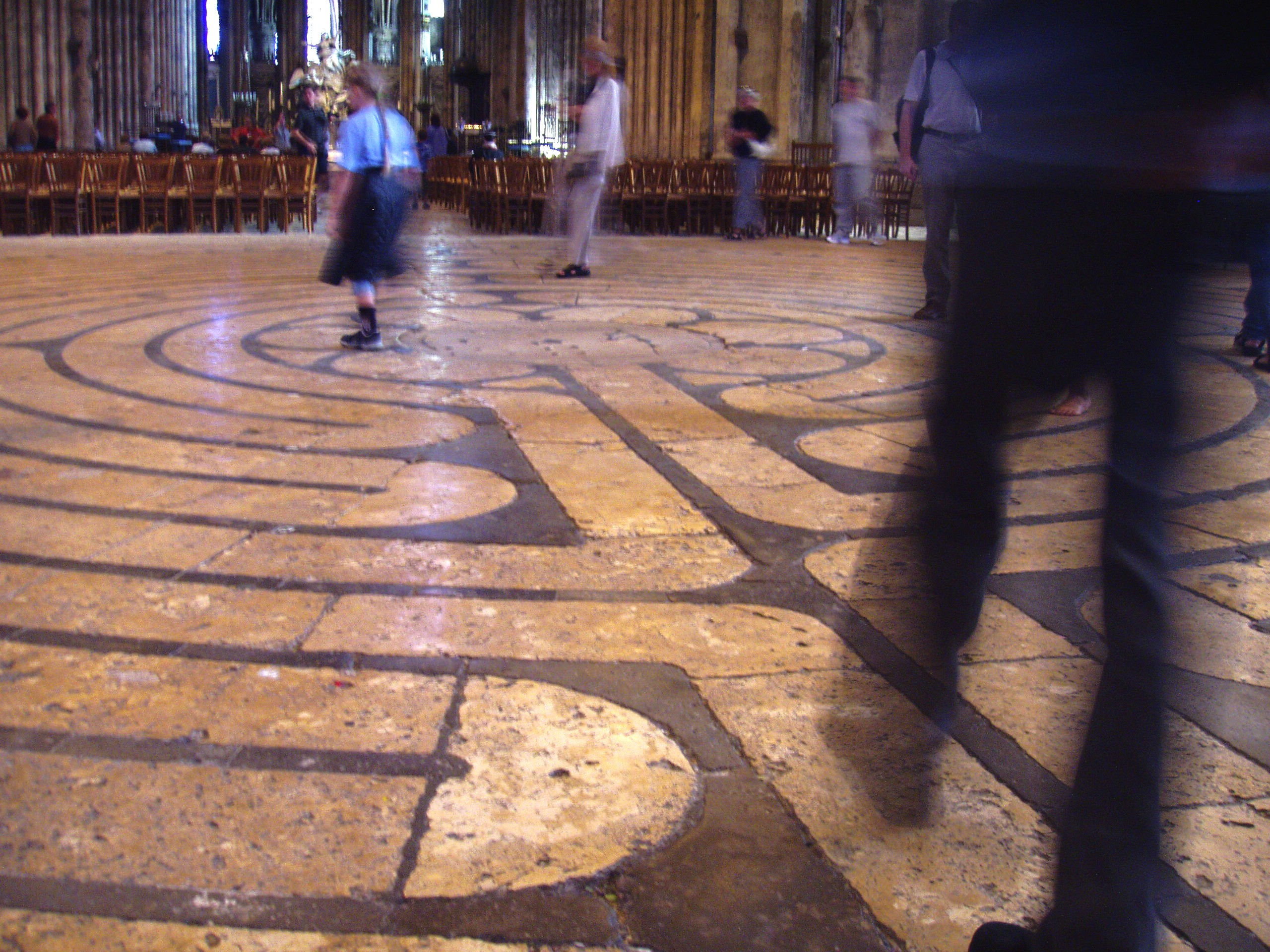
Séta a híres labirintus belsejében – a chartres-i katedrális padlómozaikja, Franciaország

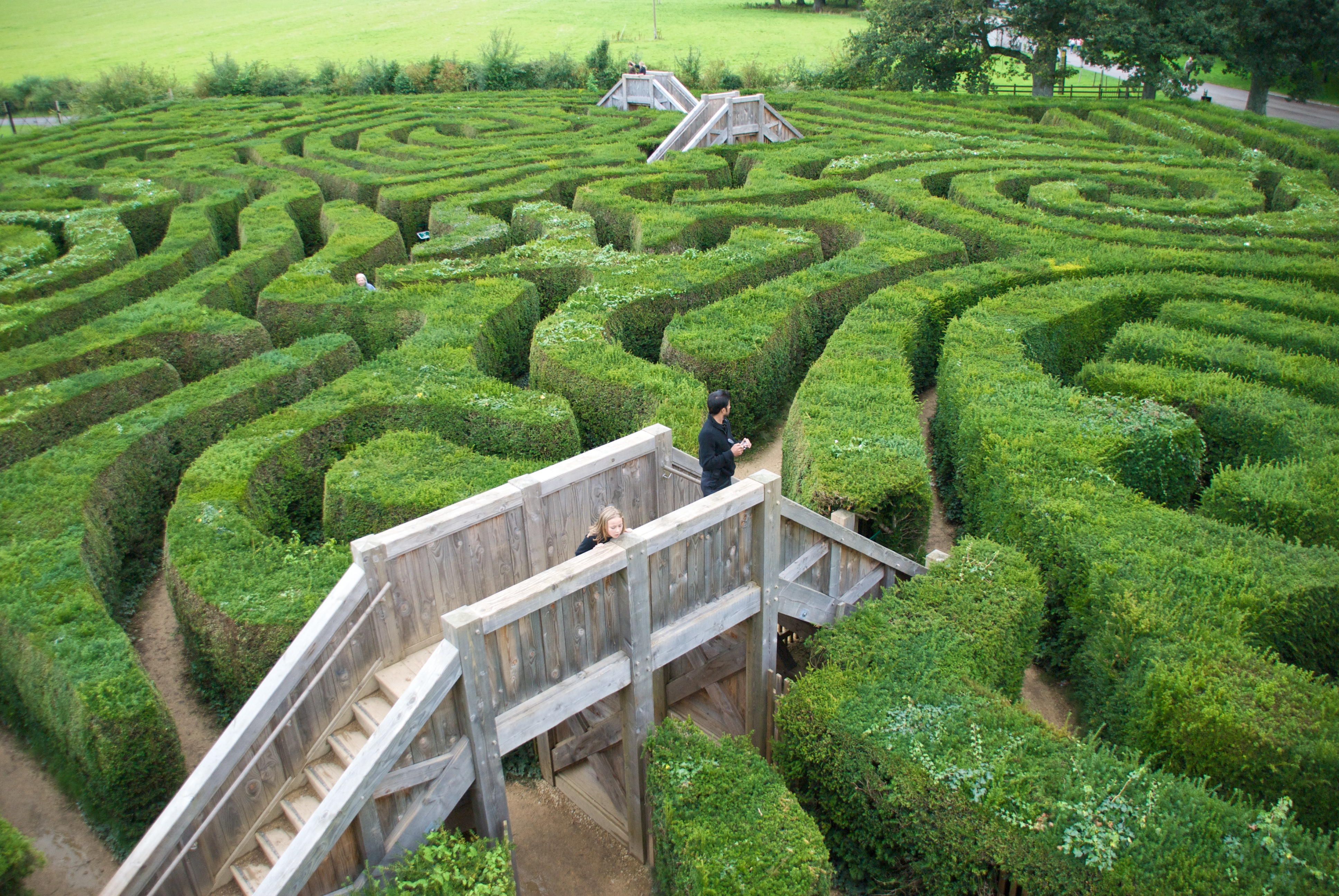
Longleat Hedge Maze sövénylabirintus [http://www.longleat.co.uk/attractions/hedge-maze.html

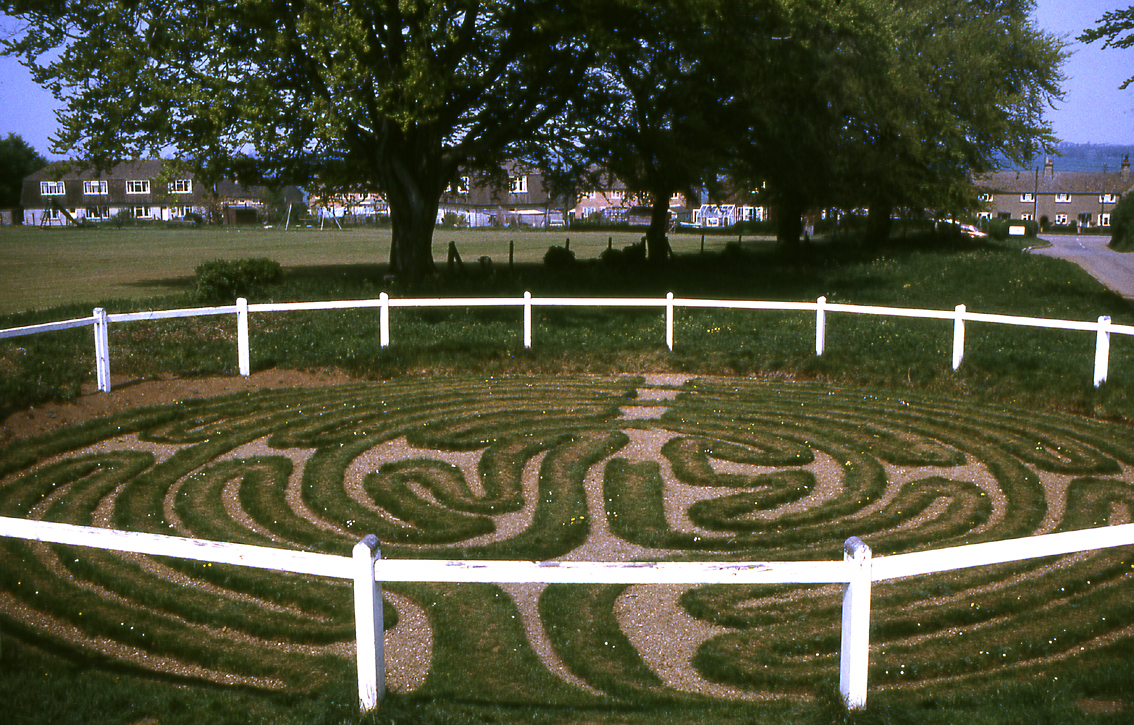
Gyeplabirintus Wingben, Rutland, Anglia

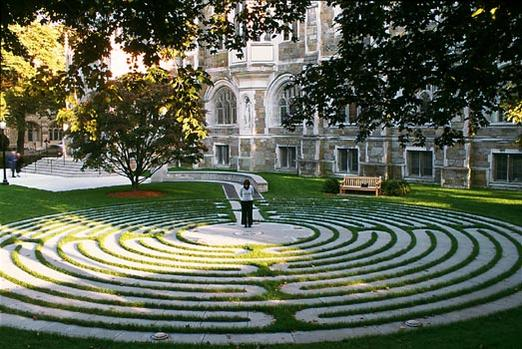
9/11 emlék labirintus, Boston College, USA

A szó eredetére vonatkozóan két elmélet létezik.
- Óegyiptomi eredet: Lope-ro-hunit – a Tóparti Templom, III. Amenemhat halotti temploma, amelyet Hérodotosz keresett fel.
- Görög eredet: a labrysz szóból, amely a kétélű harci balta neve, és a minószi kultúrához tartozó alakos ábrázolások gyakori eleme.

A labirintus (görögül: λαβύρινθος labyrinthos) vagy labürinthosz a klasszikus görög mitológia szerint szobákból és folyosókból álló áthatolhatatlan építmény, amelyet Minósz, krétai király parancsára Daidalosz, a legendás hírű ezermester készített a knósszoszi királyi palotában. A király ide zárta Minótauroszt, az ember testű, bikafejű szörnyet, akit Thészeusz, Athén hercege a krétai királylány, Ariadné segítségével legyőzött. Minósz király leánya egy gombolyagot adott Thészeusznak, aki miután megküzdött a szörnnyel és végzett vele, a fonalat visszafelé követve kijutott a labirintusból. Daidalosz a labirintus megépítése után a magának készített viaszszárnyak segítségével menekült ki a szövevényes építményből, majd fiával Ikarosszal együtt Kréta szigetéről.
A legendabeli labirintus neve, az ókori Görögországban, elsősorban Kréta szigetén kiteljesedett bikakultusz szertartásainál használatos szakrális, kettős bárd a labürosz nevéből ered.
A labirintus 5000 éves szimbólum, amely eredetileg a temetkezésekhez, a halottak kultuszához kapcsolódott, majd a halálból való újjászületés jelképeként mint belső út–beavatási út, mitikus jelentést hordozott és a termékenységkultuszok részévé vált. A középkorban spirituális értelmezése került előtérbe, a bűnbánat és az üdvözülés útját szimbolizálta. Később talizmán lett belőle, mulatságok és táncok színhelye, majd díszítőelemmé és játékszerré egyszerűsödött.

## Útvesztő
A labirintus, az útvesztő világszerte számos kultúrában jelen van, az őskortól napjainkig. Értelmezése az idők során alig változott: „helyiségek és folyosók bonyolult hálózata, ahol az elrendezésből adódóan nehézségekbe ütközik a tájékozódás és a kijutás.”. Tágabb értelemben így nevezünk minden olyan állandó vagy mobil tetszés szerinti anyagból készült struktúrát, amelynek az alaprajza komplex és bonyolult.
Ahhoz, hogy egy ember bejusson egy labirintusba vagy kitaláljon belőle, mindig kiváló megfigyelő és tájékozódó képességre, a nehézségek leküzdésére való hajlamra és bizonyos időre volt szükség – márpedig ezekkel az adottságokkal minden ember más-más mértékben rendelkezik. Nem nehéz felismerni ebben a komoly felkészülést igénylő útban az emberi életút elvont megfelelőjét, illetve azt, hogy mélyebb értelemben a labirintus középpontja a nagyobb tudatosság és tudás elérését jelképezi. A lélek ilyen értelemben vett újjászületése után a megújult ember könnyen visszatérhet a külvilágba, és spirituális fejlődésének egy szakaszát befejezettnek tekintheti.
Itt kell megemlíteni, hogy míg a labirintusban nincsen elágazás, végighaladva mindig eljutunk a labirintus magjába illetve kijutunk belőle, addig az elágazásokkal, útvonalválasztásokkal rendelkező járatokat útvesztőnek nevezzük. A köznyelvben azonban sokszor (tévesen) az útvesztőket is labirintusnak hívják.

## Az első ókori labirintusok
A labirintusforma a több egymáshoz kapcsolódó spirál alakzatból fejlődött ki és a halál fogalmához kapcsolódott; feltehetőleg azt az utat szimbolizálta, amely az elhunytra vár a túlvilágon.
Ez figyelhető meg az i. e. 3000 előtti időből ránk maradt írországi Newgrange megalitikus folyosósírjának díszítésein, valamint a máltai Tarxien templomában, ahol többször is előfordul a három összekapcsolódó spirális minta. Valamivel későbbiek az Egyiptomban talált, kezdetleges labirintusnak tartott díszítmények – az egyik Moirisztónál látható, a másik Peribszen (a II. dinasztia fáraója) abüdoszi sírjában (i. e. 2650 körül). 
Hasonló alakzat díszíti Szardínia szigetén a Luzzanas-sír egyik i. e. 2000 előtt keletkezett kőlapját.
A bronzkor és a vaskor között a labirintus különböző sziklarajzokon jelenik meg, elsőként a Camonica-völgyben (Val Camonica). A naquanei Nagy sziklán talált rajz különösen érdekes: kör alakú, hét koncentrikus gyűrűből áll, közepén egy stilizált arc látható – a szakértők a földművelő világ és a napciklus lehetséges szimbólumának tartják. Ugyanígy egy korinthoszi agyagtáblácskán három csillaggal körülvéve látható a Minótaurosz – mint a Bika csillagkép és a nap-éj egyenlőség jelképe.
A Minótaurusz klasszikus legendája és annak ábrázolásai i. e. 1300-250 közötti időszakban terjedtek el Görögországban, illetve az egész mediterrán térségben.
Ebben az időszakban a labirintusok ábrázolása és szimbolikája is megváltozott, összetettebb lett. Az ekkori labirintusábrák kör alakúak, egy, vagy több nyílással, ahonnan hét illetve több gyűrűből álló spirál vezet a kör középpontjába, ahonnan az ellenkező irányba haladva lehet kijutni. Bonyolultabb esetekben a kör belsejében zárt gyűrűk – tévutak – is vannak; ha az ember ezekre téved, kénytelen visszamenni, és másfelé keresni a kifelé vezető utat.
Jelképrendszerét tekintve a labirintus egyfelől belső út, amely a holtak világába vezet, és lehetővé teszi, hogy az élők kapcsolatba lépjenek a holtakkal; másfelől beavatási jellegű út, ahol a „szent középpont” hozzáférhetetlen marad a be nem avatottak számára. Ebben a legendás-mitologikus korban teljesedett ki az az elképzelés, amely szerint minden emberre nehéz próbatételek várnak élete során, és ha valaki elérte a középpontot (a halált, illetve az istennel való meditatív találkozást), az utat ellenkező irányban bejárva újjászülethet. A halálból való újjászületés – a növényvilágra alkalmazva – a termékenységi kultuszok és tavaszközöntő rítusok ősi motívuma a földművelő társadalmakban.

## A labirintus a római kortól a középkorig
A labirintus Thészeusz és Minótaurosz-mítoszán keresztül került be a rómaiak jelképtárába. 
Ábrázolásai megtalálhatók sziklarajzokon, kőre és márványra faragva, kerámiára festve, pecsétnyomókon, pénzérméken stb. Sok római villa padlóját díszítették bonyolult rajzolatú labirintusok, amelyek a római korban sokszor négyszögletesek: sűrűbb úthálózatú, gyakran egymással összeköttetésben álló négy részre osztott labirintusok, amelyekben sok a lezárt útvonal.
Az egyik legismertebb római kori labirintust egy pompeii ház falára karcolták a következő felirattal: Labyrinthus: hic habitat Minotaurus („Labirintus: Minótaurosz lakhelye”).
A 4. századtól kezdve a labirintus a keresztény szimbolika részévé válik: azt a nehéz, viszontagságos utat jelképezi, amely a lélekre vár, ha az üdvözülés vágyától hajtva közeledni kíván Istenhez; továbbá a jeruzsálemi zarándokút szimbóluma lett. Ilyen jelentésű labirintust találunk a ravennai San Vitale-bazilikában, sőt Algériában a Konstantin-korabeli orléansville-i templomban. A középkori ábrázolások visszatértek a klasszikus, kör vagy nyolcszögletű szerkezethez.
A 12. század körül épült franciaországi templomok közül a chartres-iban, a bayeux-iben, az amiens-iben, a sens-iban, a Sain-Quentin-iben találhatunk nagy méretű kerek labirintusokat, amelyen a zarándokoknak és a bűnösöknek a bűnbánat jeleként imádkozva térdelve kellett végighaladniuk – ezzel válthatták ki a jeruzsálemi utazást. A labirintus az ember fejlődésének nehézségekkel teli útjává vált, a bűnbánat és az imádság révén elérhető igazság és üdvösség felé vezető úttá. A luccai székesegyház márványfalára is szép labirintust faragtak, a Minótaurosz mítoszát idéző felirattal; a hívek ujjukkal „járták végig” a labirintus útvonalát, s közben imádkoztak. Angliában és Spanyolországban is sok templomban volt labirintus.

## A reneszánsztól napjainkig
A reneszánsz korban a labirintusok spirituális jelentése háttérbe szorult; kezdetben talizmánná, mulatságok és táncok színhelyévé lett, szerencsét hozó mágikus úttá, majd egyszerű díszítőelemmé, vagy játékszerré vált a fényűző európai villák kertjeiben kialakított sövény- és gyeplabirintusok formájában. Az első ilyen tipusú útvesztőt, 1690-ben a London közelében lévő Hampton Courtban majd Versailles-ban alakítottak ki. Két híres itáliai villa kertjében még ma is megcsodálhatjuk a sövénylabirintusokat: a Velence környéki Srtában álló Villa Pisani útvesztője 1735-ben készült, a veronai Palazzo Giusti útvesztője 1736-ban.
A mai sokszor hatalmas méretű labirintusok (útvesztők) szintén játékos célokat szolgálnak, ügyességi versenyeket rendeznek benne. 1978-ban grandiózus kerti labirintust (útvesztőt) hoztak létre az angliai Longleat House-ban; területe 6185 négyzetméter, ami világrekordnak számít.

## Rítusok, játékok a világ minden tájáról
- A 18. századi Saffron Walden-i krónikák szerint a tavaszünnepen a falubeli lányok foglalták el a helyi pázsitlabirintus közepét, és azok a legények, akiknek a csapdákat kikerülve sikerült kiszabadítaniuk őket, táncolhattak velük, sőt még feleségül is kérhették őket.
- Svédországban a labirintusokat pázsitból formálták, vagy alacsony kőfalakból építették. Az előbbiekben zajlottak a nyári napforduló termékenységtánccal kísért ünnepségei, valamint a halottak kultuszához tartozó ősi eredetű ceremóniák. Úgy tartották, hogy a lelkek a labirintus közepébe vannak zárva, és ha valaki eljut oda, kapcsolat jöhet létre az élők és a holtak között.
- A Gotland szigetén élő visbyi halászok egy Trojenborg („Trójai vár”) nevű labirintust jártak végig, hogy ezzel biztosítsák a jó időt és a bőséges halfogást.
- Az indonéz Maro-mítoszban spirálvonalban haladó tánccal lehet eljutni a holtak birodalmába, ahonnan csak az Alvilág királynője segítségével lehet visszatérni.
- Az arizonai puma indiánoknál a labirintus a szent hegyre vezető utat jelképezi.
- A zulu népek a törzsfőnök háza és az állatok karámja köré, a homokba rajzolnak védelmező labirintust.

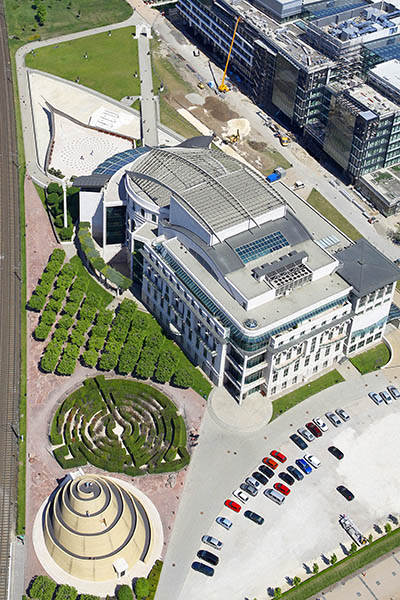
Növénylabirintus légifotója a budapesti Bajor Gizi parkban
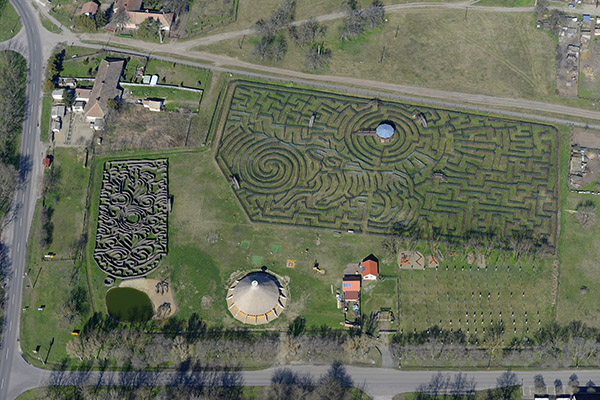
Ópusztaszer, a Csillagösvény Labirintus légifelvétele
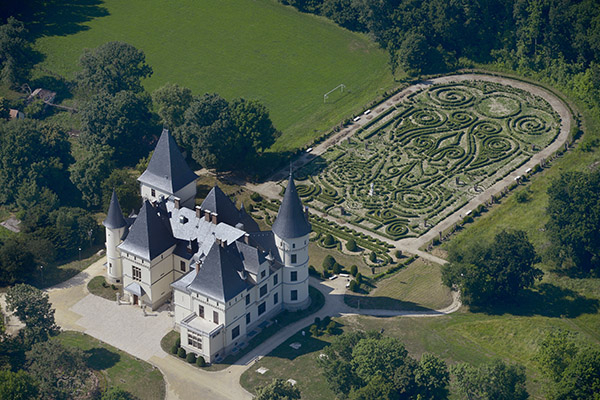
A tiszadobi kastélykert a tiszafákkal övezett bukszuslabirintusa légifotón
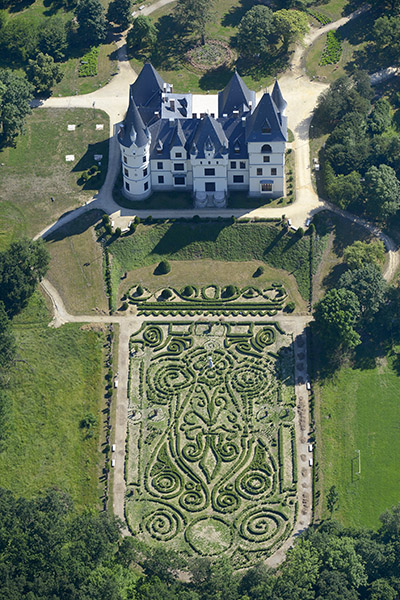
A tiszadobi Andrássy–kastély kertjében középkori liliomot rajzolva, hatalmas nyírt sövénykert-labirintus légifotón